# God game
Un jeu de simulation divine ou god game (anglicisme) est un jeu vidéo dans lequel le joueur a le pouvoir d’un dieu, mais aussi les limitations que lui attribuent ses fidèles. Le terme god game aurait été pour la première fois utilisé par Bob Wade, du magazine ACE pour décrire le jeu Populous créé par Peter Molyneux et publié par Bullfrog Productions en 1989. Un jeu de type god game propose généralement une simulation d’un monde ou d’une nation, voire d’un business, habité par des mortels (ou employés) qui vivent leur vie de manière indépendante. Le joueur dispose de pouvoirs spécifiques – comme la capacité de déclencher un tremblement de terre ou d’augmenter les salaires – grâce auxquels il peut manipuler son peuple et atteindre son objectif. Contrairement à un jeu 4X, les capacités du joueur ne lui permettent pas de contrôler directement ses sujets. Il doit donc influencer sa population de manière indirecte afin d’atteindre son but. Les god game partagent certaines caractéristiques avec d'autres genres de jeux vidéo dont les jeux de stratégie en temps réel et les jeux de simulation dans lesquels le joueur construit et gère le développement d'une cité, d'une civilisation ou d'une nation.
Parmi les plus célèbres peuvent être cités Populous, Black & White, Doshin the Giant, Dungeon Keeper ou encore From Dust ou Worldbox.
Plusieurs jeux vidéo peuvent être considérés comme des précurseurs du genre, dont The Sumer Game (plus tard rebaptisé Hamurabi), créé en 1968 par Doug Dyment, qui propose une simulation textuelle de la vie en Mésopotamie antique. Utopia, créé par Don Daglow en 1981, est aussi crédité pour avoir influencé le genre.